# Гемато-тимусный барьер
Гема́то-ти́мусный барьер — физиологический гистогематический барьер между кровеносной системой и тимусом, обеспечивающий защиту созревающих T-лимфоцитов от контакта с антигенами. Образован эпителием подкапсульных отделов тимуса и капиллярной сетью. В его состав входят эндотелиальные клетки гемокапилляров с базальной мембраной, перикапиллярное пространство с единичными лимфоцитами, макрофагами и межклеточным веществом, а также эпителиоретикулоциты с их базальной мембраной. При нарушении барьера среди клеточных элементов коркового вещества обнаруживаются также единичные плазматические клетки, зернистые лейкоциты и тучные клетки. Иногда в корковом веществе появляются очаги экстрамедуллярного миелопоэза. Этот барьер существует только между корковым веществом тимуса и просветом гемокапилляров, т.к. в мозговом веществе Т-лимфоциты прошли этапы сортировки и созревания и не несут потенциальной опасности организму

## Слои гемато-тимусного барьера
Капсула и септы тимуса изнутри выстланы тимусными эпителиальными клетками, защищающими тимус от антигенов. Второй слой гемато-тимусного барьера представлен базальной мембраной эпителиальных клеток. Три следующие слоя представлены стенками окружающих эпителиальные клетки капилляров. К ним относится периваскулярная соединительная ткань, базальная мембрана и эндотелий капилляра.